# Fortunato Martinengo Cesaresco
Fortunato Martinengo Cesaresco (Arco, 9 luglio 1512 – Venezia, 11 giugno 1552) è stato un nobile e letterato italiano.

## Biografia
Discendente dalla nobile famiglia Martinengo di Brescia, ramo Cesaresco, era figlio del conte di Orzivecchi Cesare II Martinengo "il Magnifico" (1477-1527) e di Ippolita Gambara (1484-1551).
Studiò all'Università di Padova e quindi si appassionò alle lettere, divenendo amico di molti poeti, tra i quali Pietro Aretino. Nel 1545 fondò a Venezia l'Accademia dei Dubbiosi e ne fu presidente.

## Discendenza
Fortunato sposò nel 1542 Livia d'Arco, figlia di Nicolò d'Arco ed ebbero tre figli:
- Eleonora Laura
- Giorgio
- Laura Eleonora

## Pubblicazioni
- Lettere diverse in Lettere raccolte da Venturin Raffinelli, 1547
- Sonetti e varie poesie in Rime di autori bresciani raccolte da Girolamo Ruscelli, 1554
- Sonetto in Il Tempio di Donna Giovanna D'Aragona, 1565

## Citazioni
- Pietro Aaron in Lucidarium musices, 1545